# 根相応
「根相応」（こんそうおう、巴: Indriya-saṃyutta, インドリヤ・サンユッタ）とは、パーリ仏典経蔵相応部に収録されている第48相応。
根とはIndriya（インドリヤ）であり、五根について言及される。

## 構成
17品から成るが、省略されている部分も多い。
- 1. Suddhika-vaggo --- 概要品, 全10経
- 2. Mudutara-vaggo --- 全10経
- 3. Chaḷindriya-vaggo --- 全10経
- 4. Sukhindriya-vaggo --- 全10経
- 5. Jarā-vaggo --- 全10経
- 6. Sūkarakhata-vaggo --- 全10経
- 7. Bodhi-pakkhiya-vaggo --- 全10経
- 8. Gaṅgā-peyyāla-vaggo --- 全12経
- 12. Ogha-vaggo --- 全10経
- 13. Gaṅgā-peyyāla-vaggo --- 全12経
- 17. Ogha-vaggo --- 全10経

## 概要品
Pañcimāni bhikkhave, indriyāni. Katamāni pañca: 

saddhindriyaṃ viriyindriyaṃ satindriyaṃ samādhindriyaṃ paññindriyaṃ, imāni kho bhikkhave, pañca indriyānīti.
比丘たちよ、これらの五つの根がある。いかなる五か。

信根、精進根、念根、定根、慧根である。比丘たちよ、これら五根がある。
—概要品

## 日本語訳
- 『南伝大蔵経・経蔵・相応部経典6』（第16巻下） 大蔵出版
- 『原始仏典II 相応部経典5』 中村元監修 春秋社